# Сее (Ла-Корунья)
Сее (гал. Cee, ісп. Cee) — муніципалітет в Іспанії, у складі автономної спільноти Галісія, у провінції Ла-Корунья. Населення — 7712 осіб (2009).
Муніципалітет розташований на відстані близько 535 км на північний захід від Мадрида, 78 км на південний захід від Ла-Коруньї.
Муніципалітет складається з таких паррокій: А-Амейшенда, Бренс, Сее, Лірес, А-Перейрінья, Тоба.

## Демографія
Динаміка населення (INE ):

## Галерея зображень

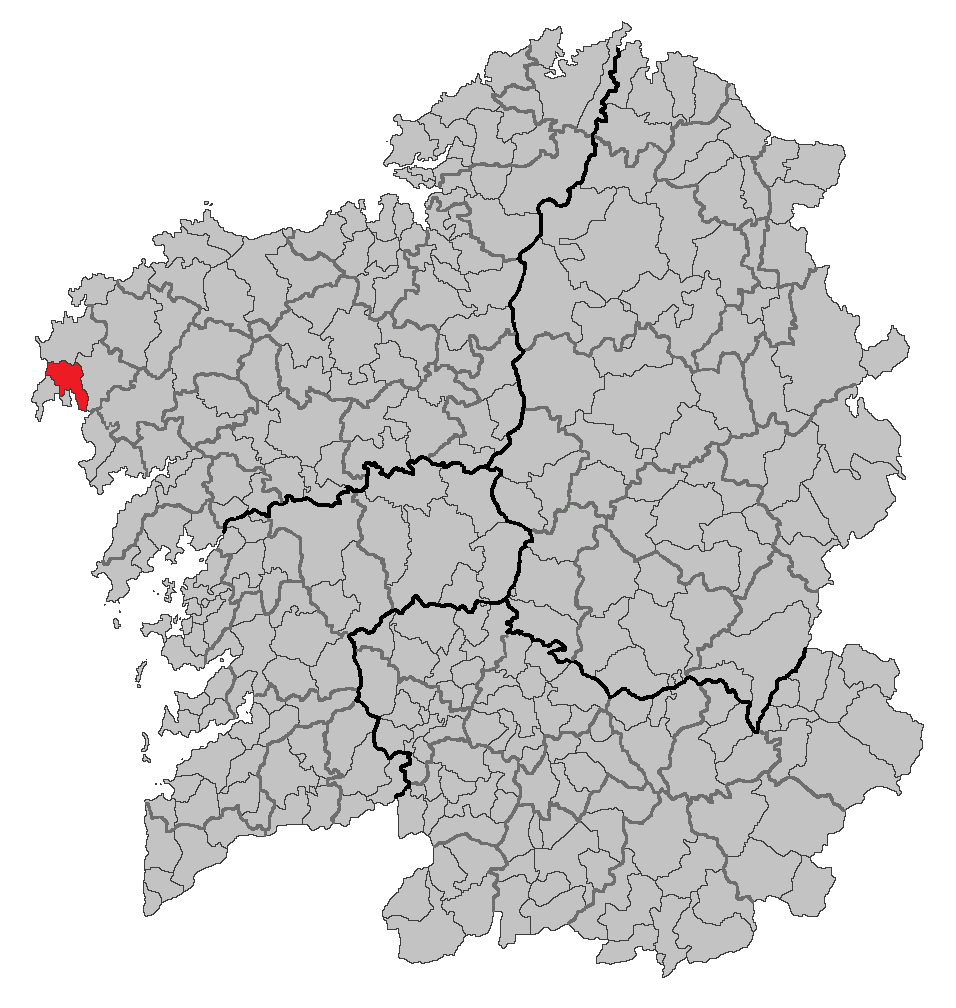
Розташування муніципалітету
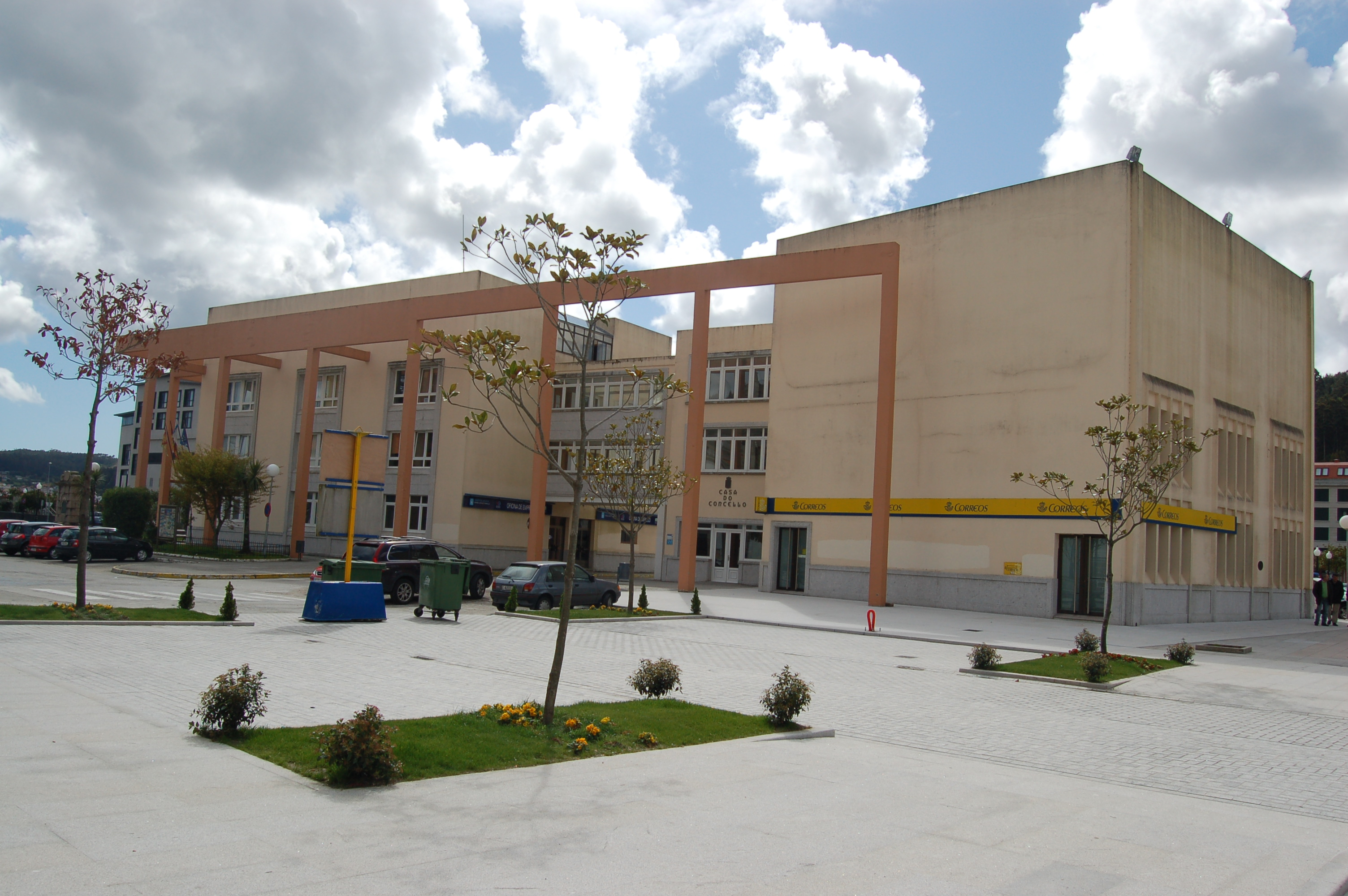
Будинок муніципальної ради